# تام هومن
تام هومن یا توماس داگلاس هومن (به انگلیسی: Thomas Douglas Homan) (زادهٔ ۲۸ نوامبر ۱۹۶۱) افسر پیشین پلیس و مقام دولتی آمریکایی است که در نخستین دوره ریاست جمهوری دونالد ترامپ به عنوان مدیر موقت اداره مهاجرت و گمرک ایالات متحده از ۳۰ ژانویه ۲۰۱۷ تا ۲۹ ژوئن ۲۰۱۸ خدمت کرد. در دولت ترامپ او حامی جداسازی کودکان از والدین‌شان به‌ویژه در مواردی که این کودکان بدون آمادگی کافی از مناطق بیابانی و تحت کنترل باندهای جنایتکار عبور کرده بودند بود. این اقدام را وسیله‌ای برای جلوگیری از ورود غیرقانونی و کاهش قاچاق انسان می‌دانست. پس از بازنشستگی از دولت وی در برنامه‌های مختلف شبکه فاکس نیوز شرکت کرده است. او قرار است در دوره دوم ریاست جمهوری ترامپ به عنوان «محافظ مرزها» خدمت کند.

## دوران کاری
هومن در وست کارتیج، نیویورک به دنیا آمد. او دارای مدرک کاردانی در عدالت کیفری از کالج جامعه جفرسون و مدرک کارشناسی از موسسه پلی‌تکنیک ایالتی نیویورک است. پیش از پیوستن به اداره مهاجرت و تابعیت در سال ۱۹۸۴، به عنوان افسر پلیس در وست کارتیج خدمت می‌کرد. او به عنوان مأمور گشت مرزی، بازپرس و سرپرست کار کرد و در سال ۲۰۱۳ توسط رئیس‌جمهور باراک اوباما به عنوان مدیر اجرایی اداره مهاجرت و گمرک منصوب شد.
تا سال ۲۰۱۴ او استدلال کرده بود که جداسازی کودکان از والدین می‌تواند وسیله‌ای مؤثر برای کاهش ورود غیرقانونی باشد. خبرنگار کیتلین دیکرسون او را «پدر فکری» این سیاست توصیف کرده است، که او سال‌ها پیش از اجرای آن توسط دولت ترامپ، مطرح کرده بود. او به دیکرسون گفت: «بیشتر والدین نمی‌خواهند جدا شوند» و این موضوع جداسازی را به عنوان ابزاری مؤثر برای اجرای قوانین مهاجرت معرفی کرد: «اگر بگویم فکر نمی‌کنم این تأثیر داشته باشد، به شما دروغ گفته‌ام.»
در سال ۲۰۱۵، رئیس‌جمهور اوباما به او جایزه ریاست جمهوری را به عنوان مدیر برجسته اعطا کرد. در آن زمان، مقاله‌ای در واشینگتن پست نوشت: «توماس هومن مردم را از کشور اخراج می‌کند و در این کار بسیار خوب است.»
در ۳۰ ژانویه ۲۰۱۷، رئیس‌جمهور دونالد ترامپ مدیر موقت اداره مهاجرت و گمرک دانیل راگزدیل را به سمت معاون کاهش داد و هومن را به عنوان مدیر موقت منصوب کرد.
در ماه مه ۲۰۱۷، هومن اعلام کرد که اداره مهاجرت و گمرک ایالات متحده از زمان تحلیف تا پایان آوریل ۴۱٫۳۱۹ نفر را دستگیر کرده است که این تعداد نسبت به مدت مشابه سال قبل ۳۸٪ افزایش داشت.
به عنوان مدیر موقت اداره مهاجرت و گمرک ایالات متحده هومن گفت که مهاجران بدون مجوز «باید بترسند.» او گفت که نگفته است «بیگانگان بیش از شهروندان آمریکایی جرم مرتکب می‌شوند».
در ۱۴ نوامبر ۲۰۱۷، ترامپ هومن را برای سمت مدیر اداره مهاجرت و گمرک ایالات متحده نامزد کرد.
هومن در فوریه ۲۰۱۸ گفت که سیاستمدارانی که از سیاست‌های شهر پناه می‌کنند باید با اتهاماتی روبرو شوند.
در آوریل ۲۰۱۸ او و کوین مک‌آلینن به‌طور رسمی به وزیر امنیت داخلی کیرستن نیلسن پیشنهاد کردند که سیاست «تحمل صفر» دولت ترامپ در مورد مهاجرت، از جمله تعقیب قضایی والدین و جداسازی کودکان از خانواده‌هایشان اجرا شود. هومن در کنفرانس مطبوعاتی ماه مه ۲۰۱۸ که اعلام شد این سیاست در حال اجراست، شرکت کرد.
در ۳۰ آوریل ۲۰۱۸، او اعلام کرد که از سمت خود به عنوان مدیر موقت اداره مهاجرت و گمرک ایالات متحده از ماه ژوئن همان سال بازنشسته خواهد شد.
هومن در ۵ ژوئن ۲۰۱۸ در یک بحث با مدیر سیاست‌های مرکز مطالعات مهاجرت حاضر شد و از جداسازی کودکان از والدین دفاع کرد.

### دوران کاری پس از دولت
هومن در ژوئیه ۲۰۱۹ در کمیته نظارت مجلس نمایندگان دربارهٔ سیاست جداسازی خانواده دولت ترامپ شهادت داد.
هومن در ۲۵ فوریه ۲۰۲۲ به عنوان سخنران اصلی برای کنفرانس اقدام سیاسی آمریکا که در نزدیکی اورلاندو، فلوریدا برگزار شد، حضور یافت اما پس از آگاهی از تمجید بنیانگذار نیک فوئنتس از پوتین برای حمله به اوکراین، کنفرانس را ترک کرد.
هومن در فوریه ۲۰۲۲ به بنیاد هریتج پیوست و به پروژه ۲۰۲۵ آن کمک کرد، که پیشنهاد دستگیری‌ها، بازداشت‌ها و اخراج‌های گسترده مهاجران بدون مدرک در سراسر کشور را ارائه می‌کند. این پیشنهاد با برنامه‌های ترامپ برای دوره دوم هماهنگ است.
در نشست کنفرانس ملی محافظه‌کاری در ژوئیه ۲۰۲۴، هومن گفت: «اگر ترامپ در ژانویه بازگردد، من نیز در پی او بازخواهم گشت و بزرگ‌ترین نیروی اخراجی را که این کشور تاکنون دیده است، رهبری خواهم کرد. هنوز چیزی ندیده‌اید، تا سال ۲۰۲۵ صبر کنید.» در یک گردهمایی تبلیغاتی روز بعد، ترامپ اعلام کرد که او را در دولت دوم خود بازخواهد آورد. در ۱۷ ژوئیه در کنوانسیون ملی جمهوری‌خواهان ۲۰۲۴، هومن سیاست‌های مهاجرتی بایدن را «خودکشی ملی» خواند و به «میلیون‌ها مهاجر غیرقانونی» گفت «برای رفتن آماده شوید.»

### ریاست جمهوری دوم ترامپ
ترامپ در ۱۰ نوامبر ۲۰۲۴ اعلام کرد که هومن به عنوان «تزار مرزی» به دولت آینده ملحق خواهد شد.